# 萧雅
萧雅（1964年3月20日—），又名肖雅，生于上海，中国越剧女演员，一级演员，擅长小生。1982年，毕业于上海市戏曲学校，进入上海市虹口越剧团。2004年，凭借古装剧《状元未了情》获得第21届中国戏剧梅花奖。代表作有《沉香扇》《沙漠王子》《一枝梅》《盘妻索妻》等。

## 生平
拜師尹派藝術創始人尹桂芳為師，成為入室弟子；曾拍攝戲曲電視劇《漢文皇后》、《綠林奇緣》、《血緣恩仇》、《玉蜻蜓》和《江南情》等劇。傳統劇目《玉蜻蜓》榮獲了第15屆全國電視劇飛天獎。

## 榮譽
- 1984年，於江浙滬青年越劇電視大獎賽榮獲三等獎。
- 1986年，第二屆江浙滬青年越劇電視大獎賽榮獲二等獎。[3]

## 越劇劇目
- 《沉香扇》
- 《青峰劍》
- 《青雲夢》
- 《沙漠王子》
- 《重陽山恩仇記》
- 《一枝梅》
- 《盤妻索妻》[3]

## 外部連結
- 纪念“越剧皇帝”尹桂芳百年诞辰，弟子萧雅准备了一场演出
- 数字戏曲电影《盘妻索妻》 - 中央新影集团 （页面存档备份，存于）